# Juan Porcel
Juan Porcel (Murcia, XVIII secolo – ...) è stato uno scultore spagnolo; poco si sa della vita di Juan Porcel, tuttavia il suo lavoro è meglio conosciuto. È considerato uno dei seguaci di Francisco Salzillo.

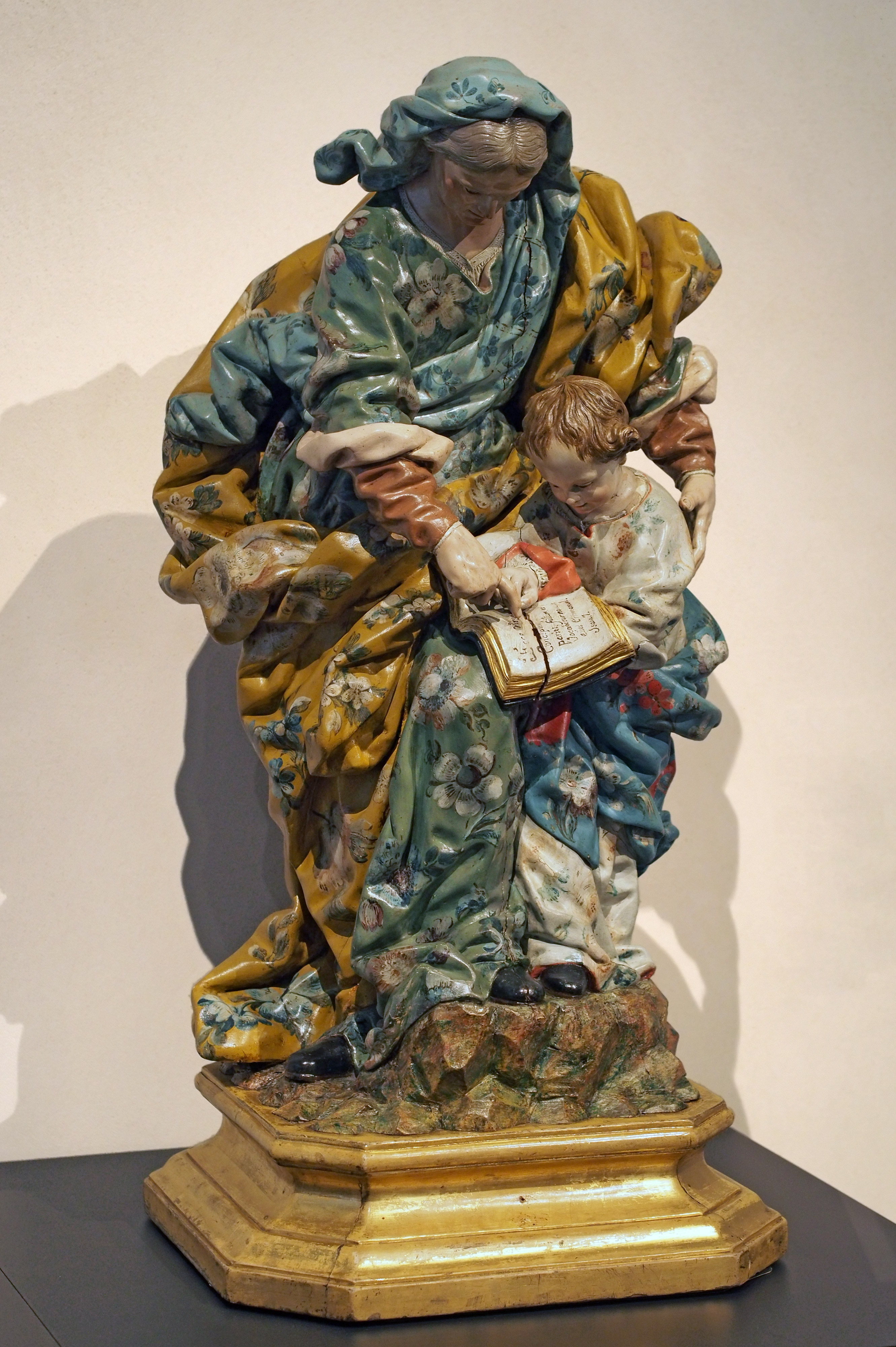
Sant'Ana insegna le Scritture alla Vergine, legno policromo. Museo Nazionale della Scultura, Valladolid

Quando partì per lavorare alle sculture sui cornicioni del Palazzo Reale, ebbe l'opportunità di diffondere alla Corte l'opera e le idee dello scultore murciano.
Nel 1747 la confraternita dei Californios di Cartagena gli commissionò varie sculture, una di queste fu l'Arresto, cosa che fece con alcuni errori che furono poi corretti da Francisco Salzillo. In questo modo il gruppo scultoreo originario, distrutto nella guerra civile, era formato da Cristo di Francisco Salzillo e da due carnefici che imprigionarono Gesù da Juan Porcel. 
Nello stesso anno, 1747, realizzò una scultura di Santa Ana con la Vergine bambina che si trova attualmente nel Museo nazionale di scultura di Valladolid. Nel 1748 realizzò un'immagine di Santa María de la Cabeza per la chiesa di San Giovanni Battista di Murcia. In quegli anni sembra che abbia fatto un'immagine della Virgene del Primo Dolore anche per la confraternita dei californios. Studiò nel laboratorio di Jaime Bort y Meliá a Murcia, che gli ha permesso di apprendere la tecnica della lavorazione della pietra per completare le sue tecniche di intaglio del legno, così come altri principi innovativi della scultura. Questo gli ha permesso di far parte della squadra incaricata per le statue sui cornicioni del Palazzo Reale di Madrid, sotto la direzione di Felipe de Castro. Le sue opere sono le statue di Eurico, Mauregato e Alfonso I. Il suo lavoro è stato bene apprezzato dai suoi direttori Giovanni Domenico Olivieri e Felipe de Castro.
Tra le opere a lui attribuite c'è l'Estasi di San Francisco, realizzata per la sua cappella a San Fermín de los Navarros e distrutta durante la guerra civile. Juan Agustín Ceán Bermúdez gli attribuisce un'altra scultura di San Francisco nel convento dei Francescani scalzi di San Gil a Madrid. Altri autori sembrano assegnargli anche il San Francisco d'Assisi di San Girolomo il Real de Madrid.